# Rudi Garcia
Rudi José Garcia (* 20. února 1964 Nemours), zkráceně jen Rudi Garcia, je francouzský fotbalový trenér a bývalý profesionální fotbalista, který hrával na pozici záložníka. Od roku 2001 působil jako hlavní trenér v mnoha francouzských a italských klubech. Od ledna 2025 vede reprezentaci Belgie.

## Hráčská statistika
| Sezóna          | Klub            | Liga            | Liga   | Liga | Ligové poháry | Ligové poháry | Ligové poháry | Kontinentální poháry | Kontinentální poháry | Kontinentální poháry | Celkem | Celkem |
| Sezóna          | Klub            | Soutěž          | Zápasy | Góly | Soutěž        | Zápasy        | Góly          | Soutěž               | Zápasy               | Góly                 | Zápasy | Góly   |
| --------------- | --------------- | --------------- | ------ | ---- | ------------- | ------------- | ------------- | -------------------- | -------------------- | -------------------- | ------ | ------ |
| 1983/84         | Lille           | Division 1      | 3      | 0    | FP            | 0             | 0             | -                    | 0                    | 0                    | 3      | 0      |
| 1984/85         | Lille           | Division 1      | 11     | 1    | FP            | 3             | 0             | -                    | 0                    | 0                    | 14     | 1      |
| 1985/86         | Lille           | Division 1      | 20     | 2    | FP            | 3             | 0             | -                    | 0                    | 0                    | 23     | 2      |
| 1986/87         | Lille           | Division 1      | 23     | 1    | FP            | 3             | 1             | -                    | 0                    | 0                    | 26     | 2      |
| 1987/88         | Lille           | Division 1      | 14     | 0    | FP            | 1             | 0             | -                    | 0                    | 0                    | 15     | 0      |
| Celkem za Lille | Celkem za Lille | Celkem za Lille | 71     | 4    | -             | 10            | 1             | -                    | 0                    | 0                    | 81     | 5      |
| 1988/89         | Caen            | Division 1      | 14     | 1    | FP            | 3             | 1             | -                    | 0                    | 0                    | 17     | 2      |
| 1989/90         | Caen            | Division 1      | 28     | 0    | FP            | 0             | 0             | -                    | 0                    | 0                    | 28     | 0      |
| 1990/91         | Caen            | Division 1      | 14     | 0    | FP            | 0             | 0             | -                    | 0                    | 0                    | 14     | 0      |
| Celkem za Caen  | Celkem za Caen  | Celkem za Caen  | 56     | 1    | -             | 3             | 1             | -                    | 0                    | 0                    | 59     | 2      |
| 1991/92         | Martigues       | Division 2      | 13     | 0    | FP            | 0             | 0             | -                    | 0                    | 0                    | 13     | 0      |
| Celkově         | Celkově         | Celkově         | 140    | 5    | -             | 13            | 2             | -                    | 0                    | 0                    | 153    | 7      |

## Trenérská kariéra

### Začátky
V lednu 2001 ujal klubu Saint-Étienne, které zachránil v lize. Po sezoně přijal nabídku od tehdy 3. ligového Dijonu. Po dvou letech slavil postup do 2. ligy a poté tam strávil další tři roky. Sezonu 2007/08 trénoval již prvoligový Le Mans se kterým zakončil sezonu na 9. místě a dokráčel do semifinále francouzského ligového poháru.

### Lille
V létě 2008 podepsal smlouvu s Lille. První sezonu zakončil na 5. místě a poté se rozhodl klub opustit kvůli neshodám se sportovním ředitelem. Během dvou týdnů ho však prezident klubu přesvědčil, aby se vrátil na svůj post. V sezoně 2010/11 s klubem získal titul a také domácí pohár. Poté vyhrál anketu o nejlepšího trenéra Ligue 1 a také se umístil na 7. místě mezi nejlepšími trenéry světa. Sezonu 2011/12 začal prohrou ve finále domácího superpoháru a v lize skončil na 3. místě. V LM zakončil v základní části. Další sezonu zakončil na 6. místě a LM vypadl opět v základní části.

### Řím
V létě 2013 podepsal dvouletou smlouvu s Římem. Sezonu začal sérii deseti vítězství v řadě, což přineslo vedení v tabulce. Nakonec skončil na 2. místě a byla mu prodloužena smlouva do roku 2018. V následující sezóně opět skončil na 2. místě. V LM skončil na 3. místě a dostal šanci v EL, které skončilo v osmifinále. Dne 13. ledna 2016 byl po sérii neuspokojivých výsledků odvolán z funkce trenéra.

### Marseille a Lyon
V říjnu 2016 podepsal smlouvu s Olympique Marseille. Klub byl na 12. místě a na konci sezony ji pomohl k 5. místu s jistou účastí v EL. V další sezoně skončil na 4. místě, ale skvělé výsledky zaznamenal v EL, kde hrál finále. Zápas skončil 0:3 pro Atlético Madrid. Ve třetí sezoně v klubu skončil na 3. místě a v EL skončil v základní části. Po sezoně oznámil, že opustil klub.
V říjnu 2019 podepsal smlouvu s Lyonem, kde nahradil Sylvinha. Sezonu ukončil na 7. místě. Ve francouzském poháru skončil v semifinále a v ligovém poháru prohrál ve finále. V LM byl vyřazen v osmifinále. Sezona 2020/21 skončila 4. místem v lize a nekvalifikoval do LM a skončil.

### Al-Nassr a Neapol
V létě 2022 podepsal dvouletou smlouvu jako nový trenér Al-Nassru, jenže v dubnu 2023 mu bylo oznámeno ukončení smlouvy po zhoršení vztahů s hráči.
V červnu 2023 byl jmenován trenérem Neapole, čerstvým mistrem ligy a podepsal se kterou podepsal dvouletou smlouvu. Po dvanácti ligových kolech byla Neapol na čtvrté příčce a dne 14. listopadu 2023 byl Garcia z pozice hlavního trenéra odvolán, jeho povinnosti převzal Walter Mazzarri.

## Trenérská statistika
| Sezóna              | Klub                | Liga                | Liga   | Liga  | Liga   | Liga   | Liga                       | Národní poháry | Národní poháry | Národní poháry | Národní poháry | Národní poháry | Národní poháry | Kontinentální poháry | Kontinentální poháry | Kontinentální poháry | Kontinentální poháry | Kontinentální poháry | Kontinentální poháry | Celkem | Celkem | Celkem | Celkem |
| Sezóna              | Klub                | Soutěž              | Zápasy | Výhry | Remízy | Prohry | Umístění                   | Soutěž         | Zápasy         | Výhry          | Remízy         | Prohry         | Úspěch         | Soutěž               | Zápasy               | Výhry                | Remízy               | Prohry               | Úspěch               | Zápasy | Výhry  | Remízy | Prohry |
| ------------------- | ------------------- | ------------------- | ------ | ----- | ------ | ------ | -------------------------- | -------------- | -------------- | -------------- | -------------- | -------------- | -------------- | -------------------- | -------------------- | -------------------- | -------------------- | -------------------- | -------------------- | ------ | ------ | ------ | ------ |
| 2001                | Saint-Étienne       | Division 1          | 12     | 2     | 4      | 6      | Nastoupil v led. 17. místo | FP+FLP         | 2+3            | 1+2            | 1+0            | 0+1            | -              | -                    | 0                    | 0                    | 0                    | 0                    | -                    | 17     | 5      | 5      | 7      |
| 2002/03             | Dijon               | 3. liga             | 38     | 17    | 10     | 11     | 4. místo                   | FP             | 2              | 1              | 0              | 1              | -              | -                    | 0                    | 0                    | 0                    | 0                    | -                    | 40     | 18     | 10     | 12     |
| 2003/04             | Dijon               | 3. liga             | 38     | 19    | 7      | 12     | 3. místo (postup)          | FP             | 5              | 2              | 2              | 1              | -              | -                    | 0                    | 0                    | 0                    | 0                    | -                    | 43     | 21     | 9      | 13     |
| 2004/05             | Dijon               | Ligue 2             | 38     | 14    | 15     | 9      | 4. místo                   | FLP            | 3              | 2              | 0              | 1              | -              | -                    | 0                    | 0                    | 0                    | 0                    | -                    | 41     | 16     | 15     | 10     |
| 2005/06             | Dijon               | Ligue 2             | 38     | 16    | 12     | 10     | 5. místo                   | FP+FLP         | 5+2            | 4+1            | 0+0            | 1+1            | -              | -                    | 0                    | 0                    | 0                    | 0                    | -                    | 45     | 21     | 12     | 12     |
| 2006/07             | Dijon               | Ligue 2             | 38     | 14    | 12     | 12     | 8. místo                   | FP+FLP         | 1+3            | 0+2            | 1+0            | 0+1            | -              | -                    | 0                    | 0                    | 0                    | 0                    | -                    | 42     | 16     | 13     | 13     |
| Celkem za Dijon     | Celkem za Dijon     | Celkem za Dijon     | 190    | 80    | 56     | 54     | -                          | -              | 21             | 12             | 3              | 6              | -              | -                    | 0                    | 0                    | 0                    | 0                    | -                    | 211    | 92     | 59     | 60     |
| 2007/08             | Le Mans             | Ligue 1             | 38     | 14    | 11     | 13     | 9. místo                   | FP+FLP         | 2+4            | 1+3            | 0+0            | 1+1            | nic+Semifinále | -                    | 0                    | 0                    | 0                    | 0                    | -                    | 44     | 18     | 11     | 15     |
| 2008/09             | Lille               | Ligue 1             | 38     | 17    | 13     | 8      | 5. místo                   | FP+FLP         | 4+1            | 3+0            | 1+1            | 0+0            | -              | -                    | 0                    | 0                    | 0                    | 0                    | -                    | 43     | 20     | 15     | 8      |
| 2009/10             | Lille               | Ligue 1             | 38     | 21    | 7      | 10     | 4. místo                   | FP+FLP         | 1+2            | 0+1            | 1+0            | 0+1            | -              | EL                   | 14                   | 9                    | 2                    | 3                    | Osmifinále           | 55     | 31     | 10     | 14     |
| 2010/11             | Lille               | Ligue 1             | 38     | 21    | 13     | 4      |                            | FP+FLP         | 6+2            | 4+1            | 2+0            | 0+1            |                | EL                   | 10                   | 3                    | 4                    | 3                    | -                    | 56     | 29     | 19     | 8      |
| 2011/12             | Lille               | Ligue 1             | 38     | 21    | 11     | 6      | Bronzová medaile           | FP+FLP+FS      | 3+2+1          | 2+1+0          | 0+0+0          | 1+1+1          | nic+nic+       | LM                   | 6                    | 1                    | 3                    | 2                    | -                    | 50     | 25     | 14     | 11     |
| 2012/13             | Lille               | Ligue 1             | 38     | 16    | 14     | 8      | 6. místo                   | FP+FLP         | 3+3            | 2+2            | 0+1            | 1+0            | nic+Semifinále | LM                   | 8                    | 2                    | 0                    | 6                    | Osmifinále           | 52     | 22     | 15     | 15     |
| Celkem za Lille     | Celkem za Lille     | Celkem za Lille     | 190    | 96    | 58     | 36     | -                          | -              | 28             | 16             | 6              | 6              | -              | -                    | 38                   | 15                   | 9                    | 14                   | -                    | 256    | 127    | 73     | 56     |
| 2013/14             | Řím                 | Serie A             | 38     | 26    | 7      | 5      | Stříbrná medaile           | IP             | 4              | 3              | 0              | 1              | Semifinále     | -                    | 0                    | 0                    | 0                    | 0                    | -                    | 42     | 29     | 7      | 6      |
| 2014/15             | Řím                 | Serie A             | 38     | 19    | 13     | 6      | Stříbrná medaile           | IP             | 2              | 1              | 0              | 1              | -              | LM+EL                | 6+4                  | 1+1                  | 2+2                  | 3+1                  | Osmifinále           | 50     | 22     | 17     | 11     |
| 2015/16             | Řím                 | Serie A             | 19     | 9     | 7      | 3      | Propuštěn v led.           | IP             | 1              | 0              | 1              | 0              | -              | LM                   | 6                    | 1                    | 3                    | 2                    | -                    | 26     | 10     | 11     | 5      |
| Celkem za Řím       | Celkem za Řím       | Celkem za Řím       | 95     | 54    | 27     | 14     | -                          | -              | 7              | 4              | 1              | 2              | -              | -                    | 16                   | 3                    | 7                    | 6                    | -                    | 118    | 61     | 35     | 22     |
| 2016/17             | Marseille           | Ligue 1             | 29     | 14    | 8      | 7      | Nastoupil v říj. 5. místo  | FP+FLP         | 3+2            | 2+1            | 0+1            | 1+0            | -              | -                    | 0                    | 0                    | 0                    | 0                    | -                    | 34     | 17     | 9      | 8      |
| 2017/18             | Marseille           | Ligue 1             | 38     | 22    | 11     | 5      | 4. místo                   | FP+FLP         | 4+1            | 3+0            | 0+1            | 1+0            | -              | EL                   | 19                   | 9                    | 4                    | 6                    | Stříbrná medaile     | 62     | 34     | 16     | 12     |
| 2018/19             | Marseille           | Ligue 1             | 38     | 18    | 7      | 13     | 5. místo                   | FP+FLP         | 1+1            | 0              | 0+1            | 1+0            | -              | EL                   | 6                    | 0                    | 1                    | 5                    | -                    | 46     | 18     | 9      | 19     |
| Celkem za Marseille | Celkem za Marseille | Celkem za Marseille | 105    | 54    | 26     | 25     | -                          | -              | 12             | 6              | 3              | 3              | -              | -                    | 25                   | 9                    | 5                    | 11                   | -                    | 142    | 69     | 34     | 39     |
| 2019/20             | Lyon                | Ligue 1             | 19     | 9     | 4      | 6      | Nastoupil v říj. 7. místo  | FP+FLP\|FLP    | 5+4            | 4+2            | 0+2            | 1+0            | Semifinále+    | LM                   | 8                    | 3                    | 1                    | 4                    | Osmifinále           | 36     | 18     | 7      | 11     |
| 2020/21             | Lyon                | Ligue 1             | 38     | 22    | 10     | 6      | 4. místo                   | FP             | 4              | 2              | 1              | 1              | -              | -                    | 0                    | 0                    | 0                    | 0                    | -                    | 42     | 24     | 11     | 7      |
| Celkem za Lyon      | Celkem za Lyon      | Celkem za Lyon      | 57     | 31    | 14     | 12     | -                          | -              | 13             | 8              | 3              | 2              | -              | -                    | 8                    | 3                    | 1                    | 4                    | -                    | 78     | 42     | 18     | 18     |
| 2022/23             | Al-Nassr            | SPL                 | 23     | 16    | 5      | 2      | Propuštěn v dub.           | SAP+SAS        | 2+1            | 2              | 0              | 0+1            | nic+           | -                    | 0                    | 0                    | 0                    | 0                    | -                    | 26     | 18     | 5      | 3      |
| 2023/24             | Neapol              | Serie A             | ?      | ?     | ?      | ?      | ?                          | IP             | 2              | 2              | 0              | 0              | -              | LM                   | ?                    | ?                    | ?                    | ?                    | ?                    | ?      | ?      | ?      | ?      |
| Celkově             | Celkově             | Celkově             | 710    | 347   | 201    | 162    | -                          | -              | 95             | 55             | 17             | 23             | -              | -                    | 87                   | 30                   | 22                   | 35                   | -                    | 892    | 432    | 240    | 220    |

## Úspěchy

### Individuální
- vítěz francouzské ligy (1x)

Lille: 2010/11
- vítěz francouzského poháru (1x)

Lille: 2010/11

### Trenérské
- 1× nejlepší trenér ligy (2011)
- 1× nejlepší francouzský trenér (2011, 2013, 2014)